# 松田勘七
松田 勘七（まつだ かんしち、1912年 - 1983年）は、日本の料理人。ラーメン店『龍鳳』初代店主。

## 人物
北海道函館市出身。大東亜戦争終了後、天津市より引き上げる。
1946年（昭和21年）、札幌市南2条東1丁目に、焼き鳥と酒の屋台を出していたが、『龍鳳』という屋号で、ラーメンを出す屋台を開業する。天津での中華料理で、日本人が、醤油をよく入れていたので、豚骨を煮込んだ出汁に醤油を入れた醤油ラーメンを提供していた。最初の頃は、ラーメンの麺は、鹹水を使わず、重曹を使用していた自家製麺であった。
1947年（昭和22年）になり、西山仙治の開業する『だるま軒』のラーメンの麺が鹹水使用だったので、『だるま軒』の鹹水使用の麺を『龍鳳』で使用する。『龍鳳』の創業をもって、「戦後の札幌ラーメンの原点」と紹介することもある。1948年（昭和23年）、隣の屋台につぶ貝とうどんの屋台を出していた大宮守人にラーメンの屋台を薦め、ラーメンの調理を教える。
1951年（昭和26年）に、南5条西3丁目すすきの東宝公楽横に、店舗の『龍鳳』を構える。その後、他のラーメン店が東宝公楽横に営業しはじめ、『公楽ラーメン名店街』として札幌ラーメン横丁の前身が形成されるが、1969年（昭和44年）に道路拡張のため、『公楽ラーメン名店街』は廃止となり、『龍鳳』は札幌市時計台の向かいの北1条西3丁目に移転することとなる。1975年（昭和50年）に、松田勘七は、『札幌市ラーメン店味の会』の初代会長に選ばれている。1976年（昭和51年）には、『龍鳳』で、自家製麺を再開し、中細麺を提供している。なお、『龍鳳』は、2006年（平成18年）までは、営業していたことを確認できるが、2008年（平成20年）に閉店したという情報がある
1983年（昭和58年）死去。

## 参考資料
- STVラジオ編『続ほっかいどう百年物語』、285 - 294頁、「三軒のラーメン屋台 - 松田勘七・西山仙治・大宮守人」、中西出版、2002年9月刊

## 外部サイト
- 北国ラーメンものがたり - 戦後屋台で復活するラーメン
- 先代は「さっぽろ」の元祖的存在／龍鳳 - 日刊スポーツ